# Longitarsus suturellus
Longitarsus suturellus  (лат.) — вид листоедов (Chrysomelidae) из подсемейства козявок (Galerucinae). Распространён в Палеарктическом регионе от Пиренеев до Японии. Взрослые жуки и их личинки питаются листьями полыни (Senecio) (астровые).

## Формы и вариетет
- Вариетет: Longitarsus suturellus var. paludosus Weise, 1893
- Вариетет: Longitarsus suturellus var. macer Weise, 1895
- Форма: Longitarsus suturellus f. limbalis Kolbe, 1920
- Форма: Longitarsus suturellus f. testis Kolbe, 1920